# Anigozanthos bicolor
Anigozanthos bicolor är en enhjärtbladig växtart som beskrevs av Stephan Ladislaus Endlicher. Anigozanthos bicolor ingår i släktet Anigozanthos och familjen Haemodoraceae.

## Underarter
Arten delas in i följande underarter:
- A. b. bicolor
- A. b. decrescens
- A. b. exstans
- A. b. minor